# Tripteroides latispinus
Tripteroides latispinus är en tvåvingeart som beskrevs av Gong och Ji 1989. Tripteroides latispinus ingår i släktet Tripteroides och familjen stickmyggor. Inga underarter finns listade i Catalogue of Life.